# Hypolytrum pallidiceps
Hypolytrum pallidiceps är en halvgräsart som beskrevs av Sheila Spenser Hooper och Tetsuo Michael Koyama. Hypolytrum pallidiceps ingår i släktet Hypolytrum och familjen halvgräs.
Artens utbredningsområde är Guyana. Inga underarter finns listade i Catalogue of Life.